# 静蟋属
静蟋属（学名：Asonicogryllus）为蟋蟀科的一个属。

## 下属物种
本属包括以下物种：
- 光华静蟋 Asonicogryllus kwanghua Liu, Shen, Zhang & He, 2019